# Norwoodara
× Norwoodara (abreviado Nwda) es un híbrido intergenérico entre los géneros de orquídeas Brassia × Miltonia × Oncidium × Rodriguezia. Fue publicado en Orchid Rev. 90(1059, cppo): 8 (1982).